# 坎迪亞克線
坎迪亞克線（英語：Candiac Line）是加拿大魁北克省大蒙特利爾的一條通勤鐵路線，由大都會交通局營運。
坎迪亞克線起初由加拿大太平洋鐵路作為東南鐵路線通車，當時來往溫莎至法納姆，由1887年營運至1980年。舊的大都會交通局於2001年恢復此線的列車營運，新的大都會交通局於2017年6月1日繼承了這一條路線。
每日有9班進城和出城列車。